# Cohn-Extraktion
Die Cohn-Extraktion, synonym Cohn-Fraktionierung, ist eine Extraktion von Albuminen aus Blutplasma, die von dem  US-amerikanischen Biochemiker Edwin J. Cohn (1892–1953)  entwickelt wurde.

## Eigenschaften
Die Cohn-Extraktion ist eine Form der Plasmafraktionierung und besteht aus seriellen Fällungen mit steigenden Ethanol-Konzentrationen und sinkendem pH-Wert und sinkender Temperatur. Die Niederschläge entsprechen den Cohn-Fraktionen. Die dabei aufgereinigten Albumine behalten ihre biologische Aktivität. Die per Cohn-Extraktion gereinigten Albumine wurden nach dem Zweiten Weltkrieg als Ersatz für Blutplasma verwendet. Weiterhin wird durch die Cohn-Extraktion aus Rinderblut bovines Serumalbumin gereinigt.
|                           | Fraktion I | Fraktion II    | Fraktion III                                                             | Fraktion IV                               | Fraktion V |
| ------------------------- | ---------- | -------------- | ------------------------------------------------------------------------ | ----------------------------------------- | ---------- |
| Ethanol-Volumenanteil (%) | 8          | 25             | 18                                                                       | 40                                        | 40         |
| pH-Wert                   | 7,2        | 6,9            | 5,2                                                                      | 5,8                                       | 4,8        |
| Temperatur (°C)           | −3         | −5             | −5                                                                       | −5                                        | −5         |
| Proteinfraktion (%)       | 5,1        | 3              | 3                                                                        | 3                                         | 1          |
| Enthaltene Proteine       | Fibrinogen | Immunglobuline | Mannan-bindendes Lektin Serum-Amyloid P Immunglobuline Transcobalamin II | Protein C α1-Antitrypsin α2-Macroglobulin | Albumine   |

## Geschichte
Die Cohn-Extraktion wurde 1946 von Edwin J. Cohn und L. E. Strong publiziert. Später wurde aus dem Chargenprozess (synonym Batch-Verfahren) ein kontinuierliches Verfahren entwickelt.